# Rete tranviaria di Riga
La rete tranviaria di Riga è la rete tranviaria che serve la capitale lettone di Riga. È composta da nove linee.

## Linee
| Linee | Strada |
| ----- | --- |
|       | Imanta ↔ Jugla Dammes iela – Anniņmuižas bulvāris – Bebru iela – Kurzemes prospekts – Jūrmalas gatve – Slokas iela – Uzvaras bulvāris – Akmens tilts – 11. novembra krastmala – Maskavas iela – Centrāltirgus iela – Prāgas iela – 13. janvāra iela – Radio iela – K. Barona iela – Brīvības iela – Gaisa tilts – Brīvības gatve – Ropažu iela – Brīvības gatve |
|       | Centrāltirgus ↔ Tapešu iela Centrāltirgus iela – Maskavas iela – 11. novembra krastmala – Akmens tilts – Uzvaras bulvāris – Slokas iela – A. Grīna bulvāris – Bāriņu iela – Mazā Nometņu iela – Margrietas iela – Kuldīgas iela – Tapešu iela |
|       | Jugla ↔ Ķengarags Brīvības gatve – Ropažu iela – Brīvības gatve – Gaisa tilts – Brīvības iela – K. Barona iela – Radio iela – Prāgas iela – Centrāltirgus iela – Maskavas iela – Mazā Krasta iela – Īsā iela – Maskavas iela |
|       | Iļģuciems ↔ Mīlgrāvis Lilijas iela – Dagmāras iela – Slokas iela – Uzvaras bulvāris – Akmens tilts – 11. novembra krastmala – 13. janvāra iela – Aspazijas bulvāris – Z. A. Meierovica bulvāris – K. Valdemāra iela – Kronvalda bulvāris – Eksporta iela – Pētersalas iela – Ganību dambis – Tilta iela – Sarkandaugavas iela – Sliežu iela – Tvaika iela       |
|       | Ausekļa iela ↔ Ķengarags Kronvalda bulvāris – K. Valdemāra iela – Z. A. Meierovica bulvāris – Aspazijas bulvāris – Prāgas iela – Centrāltirgus iela – Maskavas iela – Mazā Krasta iela – Īsā iela – Maskavas iela |
|       | Aldaris ↔ Ķengarags Sarkandaugavas iela – Tilta iela – Ganību dambis – Pētersalas iela – Eksporta iela – Kronvalda bulvāris – K. Valdemāra iela – Z. A. Meierovica bulvāris – Aspazijas bulvāris – Prāgas iela – Centrāltirgus iela – Maskavas iela – Mazā Krasta iela – Īsā iela – Maskavas iela                                                               |
|       | Aldaris ↔ Ķengarags Sarkandaugavas iela – Tilta iela – Ganību dambis – Pētersalas iela – Eksporta iela – Kronvalda bulvāris – K. Valdemāra iela – Z. A. Meierovica bulvāris – Aspazijas bulvāris – Prāgas iela – Centrāltirgus iela – Maskavas iela – Mazā Krasta iela – Īsā iela – Maskavas iela                                                               |
|       | Ausekļa iela ↔ Mežaparks Centrāltirgus iela – Maskavas iela – 11. novembra krastmala – Akmens tilts – Uzvaras bulvāris – O. Vācieša iela – F. Brīvzemnieka iela – Vienības gatve – Telts iela – Neretas iela – Bauskas iela |